# Chris Wood (hudebník)
Chris Wood (24. června 1944 Harborne, Birmingham – 12. července 1983, Queen Elizabeth Hospital, Birmingham) byl zakládající člen anglické rockové skupiny Traffic, kterou společně s ním zakládali Steve Winwood, Jim Capaldi a Dave Mason.

## Diskografie

### Solo
- 2008 Vulcan (Esoteric; nahráno 1983)

### S Traffic
- 1967 Mr. Fantasy
- 1968 Traffic
- 1969 Last Exit
- 1969 Best of Traffic
- 1970 John Barleycorn Must Die
- 1971 The Low Spark of High Heeled Boys
- 1971 Welcome to the Canteen
- 1973 Shoot Out at the Fantasy Factory
- 1973 On the Road
- 1974 When the Eagle Flies
- 1975 Heavy Traffic
- 1975 More Heavy Traffic
- 1991 Smiling Phases
- 1998 Heaven Is In Your Mind – An Introduction To Traffic
- 2000 Feelin' Alright: The Very Best Of Traffic
- 2002 The Collection
- 2003 The Best Of Traffic – The Millennium Collection
- 2005 Traffic Gold

### S Ginger Baker's Air Force
- 1970 Ginger Baker's Air Force (Island/Polydor)
- 1998 Ginger Baker, Do What You Like (Polydor)[1]

### S ostatními[2]
- 1968 Jimi Hendrix, Electric Ladyland (Reprise)
- 1969 Free, Free (Island/Polydor)
- 1969 Fat Mattress, Fat Mattress (Polydor)
- 1969 Martha Velez, Fiends and Angels (Sire)
- 1969 Chicken Shack, O.K. Ken?
- 1969 Gordon Jackson, Thinking Back
- 1969 Locomotive, We Are Everything You See[3]
- 1970 Shawn Phillips, Contribution
- 1970 Sky, Don't Hold Back (RCA)[4]
- 1971 Jimi Hendrix, Cry of Love (Reprise)[5]
- 1971 Steve Winwood, Winwood (United Artists)[6]
- 1972 Jim Capaldi, Oh How We Danced (Island)
- 1972 Reebop Kwaku Baah, Rebop (Island)
- 1973 John Martyn, Inside Out
- 1973 Hanson, Now Hear This (Manticore)
- 1973 Free Creek, Music From Free Creek (Charisma; recorded 1969; re-released 1976 as Summit Meeting)[7]
- 1975 Jim Capaldi, Short Cut Draw Blood (Island)
- 1977 Third World, 96 Degrees In The Shade (Manga)
- 1977 Crawler, Crawler (Epic)
- 1979 Third World, The Story's Been Told (Island)
- 1997 Spencer Davis Group, Funky (Date/One Way; recorded 1968)[8]